# توماس مارتن (سياسي كندي)
توماس مارتن هو سياسي كندي، ولد في 21 مايو 1850 في كندا، وتوفي في 12 مارس 1907. حزبياً، نشط في الحزب الليبرالي الكندي. وقد انتخب عضو مجلس العموم الكندي.